# Estación Mamaguita
Mamaguita era el nombre que recibía una estación ferroviaria ubicada en las áreas rurales del partido de Veinticinco de Mayo, Provincia de Buenos Aires, Argentina.

## Servicios
La estación era parte del ramal que la unía con el Empalme La Barrancosa en el partido de Saladillo. Se encontraba en el km 231,7 desde Estación Constitución. Clausurado en 1977 por la dictadura de Videla y levantadas las vías durante el Gobierno de Menem en 1993.

## Historia
La estación fue habilitada por la compañía Ferrocarril del Sud, el 1 de julio de 1911 junto a las demás estaciones del ramal entre el Empalme La Barrancosa y San Enrique.
En este caserío nació el modisto, escritor y actor Paco Jamandreu (Mamaguita, 27 de agosto de 1919 - Buenos Aires, 9 de marzo de 1995).